# Lee Mazzilli
Lee Louis Mazzilli (né le 25 mars 1955 à New York, New York, États-Unis) est un voltigeur de centre qui joue dans les Ligues majeures de baseball de 1976 à 1989. Il est sélectionné une fois au match des étoiles et remporte une Série mondiale avec les Mets de New York.
Il est manager des Orioles de Baltimore en 2004 et 2005.

## Carrière de joueur
Lee Mazzilli est un choix de première ronde des Mets de New York en 1973. C'est l'équipe avec laquelle il passe la majorité de sa carrière dans les majeures, qui débute le 7 septembre 1976. Il devient dès sa saison recrue en 1977 le voltigeur de centre régulier des Mets, un poste qu'il conserve plusieurs années. En 1979, il maintient sa plus haute moyenne au bâton en carrière en une saison complète, frappant pour ,303 avec 15 circuits et 79 points produits, et est invité au match des étoiles. Il fait marquer 76 points en 1980 et égale, avec 16, le plus haut total de circuits en une saison qu'il avait atteint deux ans plus tôt. Rapide coureur, Mazzilli vole plus de 20 buts quatre années de suite, dont 34 en 1979 et un record personnel de 41 buts volés en 1980.
Le 1er avril 1982, Mazzilli est échangé aux Rangers du Texas en retour des lanceurs Ron Darling et Walt Terrell. Il complète toutefois 1982 chez les Yankees de New York après y avoir été envoyé dans la transaction du 8 août pour le joueur d'arrêt-court Bucky Dent.
Passé aux Pirates de Pittsburgh en décembre 1982 en retour du lanceur Tim Burke, Mazzilli s'aligne avec cette nouvelle équipe pendant trois ans et demi. En 1985, il est impliqué dans un scandale sur un réseau de distribution de cocaïne chez les Pirates de Pittsburgh. À l'instar de plusieurs autres joueurs qui sont impliqués, il évite des accusations formelles en acceptant de témoigner.
Libéré par les Pirates en juillet 1986, il reçoit une offre de contrat de son ancienne équipe, les Mets, qu'il rejoint durant l'été et aide à remporter la Série mondiale 1986 sur les Red Sox de Boston. Joueur réserviste à ce stade de sa carrière, Mazzilli évolue à New York jusqu'en 1989. Il est réclamé par les Blue Jays de Toronto via le ballottage le 31 juillet 1989 et complète sa dernière saison dans les majeures en jouant en Série de championnat 1989 de la Ligue américaine avec Toronto.
Lee Mazzilli joue 1475 parties dans le baseball majeur, dont 979 avec les Mets de New York. Sa moyenne au bâton en carrière s'élève à ,259 avec 1068 coups sûrs, 93 coups de circuit, 460 points produits, 571 points marqués et 197 buts volés.

## Carrière d'instructeur
Mazzilli est instructeur au premier but pour les Yankees de New York de 2000 à 2003.
Il devient au début de la saison 2004 manager des Orioles de Baltimore, succédant à Mike Hargrove. Le club termine troisième dans la division Est de la Ligue américaine en 2004 avec 78 victoires contre 84 défaites. Les Orioles connaissent en 2005 un début de saison surprenant, remportant 17 de leurs 24 premiers matchs et occupant deux mois la tête de la division Est. Mais ils retournent durement à la réalité et chutent au classement, ce qui entraîne le 4 août le remplacement de Lee Mazzilli par Sam Perlozzo.
La fiche de Mazzilli comme gérant des Orioles est de 129-140 en 269 parties, pour un pourcentage de victoires de ,480.
Il retourne chez les Yankees de New York en 2006 où il est instructeur sur le banc comme adjoint à Joe Torre.

## Carrière dans les médias
En 2007 et 2008 il est analyste lors des parties des Mets sur les ondes de SportsNet New York.